# Marcello l'Acemeta
Marcello l'Acemeta (Apamea, V secolo – Costantinopoli, 485) fu il terzo abate del convento degli Acemeti a Costantinopoli ed è venerato come santo dalla chiesa cattolica e da quella ortodossa.

## Agiografia
Studiò teologia ad Antiochia e ad Efeso. A Costantinopoli conobbe la comunità dei monaci Acemeti, che avevano come regola la recita continua dell'Ufficio divino.  Volle entrare in quella comunità, divenendo ben presto assistente dell'abate. Quando questi morì fu eletto abate. Ricoprì questa funzione con molto zelo per circa quarantacinque anni. Riformò la regola degli Acemeti introducendovi il lavoro manuale, che fino ad allora era trascurato.
Fu molto attivo nella lotta contro le eresie, in particolare quella di Eutichio.
Partecipò al Concilio di Calcedonia.

## Culto
Il Martirologio romano fissa la memoria liturgica il 29 dicembre.